# سئونگنا-دونگ
سئونگنا-دونگ (به لاتین: Seongnae-dong) یک منطقهٔ مسکونی در کره جنوبی است که در Gangdong District واقع شده‌است.